# Gustaf van Perinostein
Gustavo Lorenzo Perini Paredes (Montevideo, 25 de abril de 1976), El Gran Gustaf conocido antes como Gustaf van Perinostein o Gustaf, es un actor, humorista, locutor, presentador, guionista uruguayo.

## Biografía
Fue fundador del grupo de teatral underground Teatrotrash, y pionero en Uruguay del género comediante en vivo.
Su formación artístística y profesional fue:
- 1994-1996: actuación (profesores: Luis Cerminara y Alberto Restuccia).
- 1998: Escuela Nacional de Bellas Artes.
- 1999-2000: guion para cine y televisión, en la Escuela de Cine del Uruguay (profesora Maida Mbouyaed).
- 2001: dramaturgia y dirección teatral (profesores: José Sanchis Sinisterra, Sergi Belbel, Juan Mayorga, Toni Casares, Guillermo Heras, Carla Matteini, Yolanda Pallín, y Eduardo Vasco).
- 2006: Seminario de Guion para Ficción en Televisión (Jorge Maestro).
- 2017: (Océano Fm) conduce junto a Jenny Galván) Amanece que no es poco.

Trabaja en teatro, radio (radio Sarandí AM) y televisión (Canal 4).
En 2010, con 34 años, publicó una autobiografía titulada La vida del actor.

## Teatro
- 2015 - 2016 Moltobene (*)
- 2013 - 2014 Todoesposible (*)
- 2012 -2013 El humor salvará al mundo (*) Función histórica en el Hipódromo ante 3000 espectadores. Gira Nacional 2013.
- 2011 - Hiper Tensión (Recargado) Nueva función teatral histórica. Esta vez ante 2000 personas en el estadio de básquet al aire libre del Defensor Sporting de Montevideo.
- 2010 - 2011 Hiper Tensión. Nueva función teatral histórica. Por primera vez en la historia del teatro uruguayo un actor solo hace su show ante 4000 espectadores llenando el Teatro de Verano de Montevideo, Uruguay.
- 2009 - 2010 La vida del actor (*)
- 2005-2009 La venganza (*)
- 2005 Los cuentos de las mil y una noches. Comedia Nacional. Teatro Solís. Director: Álvaro Ahunchain. Coordinador General: Héctor Manuel Vidal
- 2003-2007 El gran Gustaf (*) Primera obra teatral uruguaya grabada en DVD.
- 2002 La sangre de Sergi Belbel. Director: Álvaro Ahunchai
- 2002 Freddy, el caníbal (*)
- 2001 - 2002 La resurrección de Big Poroto. Compañía: Teatrotrash. (*
- 2000 Tren del novecientos
- 1998-2002 Invasión exTRASHterrestre. Compañía: Teatrotrash.(*)
- 1998-2002 The hot comic show. Compañía: Teatrotrash.(*)
- 1997 Vampigángster. (*)
- 1996-1997 Ubú Rey de Alfred Jarry. Director: Alberto Restuccia
- 1996 Hartocriticoideplus. (*)
- 1996 El desalojo de Florencio Sánchez. Director: Luis Cerminara
- 1995 -1997 Ratman y Bobin contra Matubella.
- 1995 La historia de la estupidez humana. Autor y director: Alberto Restuccia
- 1994 El último de Harold Pinter. Director: Luis Cerminara
- 1994 ¿Dónde hay un baño?. (*)

(*) También es autor y director de la obra

### Festivales teatrales
- 2013 Festival Internacional de Teatro Unipersonal (Montevideo, Uruguay)
- 2008 y 2010 II Festival de la Risa (Maldonado, Uruguay)
- 2000 a 2007 Fiesta de la X (Montevideo y Canelones, Uruguay)
- 2004 V Festival Internacional de Humor (Buenos Aires, Argentina)
- 2002 III Ciclo Iberoamericano de las Artes (Madrid, España)
- 2002 III Festival Iberoamericano de la Performance (Madrid, España)

### Publicaciones teatrales
- 2002: «Vampigángster», en Antología de la nueva dramaturgia del teatro uruguayo, editada por Casa de América (Madrid).
- 2003: «La pequeña imposible», en los Cuadernos Escénicos, editados por Casa de América (Madrid).

### Cine
- 1996: El Chevrolé (largometraje).
- 2004: Mapa de un nuevo mundo (largometraje: coproducción Mercosur-España-Portugal).
- —: Redrat (doblaje; cortometraje; dirección: Guillermo Kloetzer).
- 2014: Onda su Onda (Dirección: Rocco Papaleo)
- 2017: Otra historia del mundo (Dirección: Guillermo Casanova)
- 2023: Oliva (Dirección: Luciano Leyrado)

### Televisión
| Año       | Título               | Rol                        | Canal              |
| --------- | -------------------- | -------------------------- | ------------------ |
| 2001      | El rinrajista        |                            | Canal 4            |
| 2004      | Uruguayos campeones  |                            | Canal 4            |
| -         | La canaria           |                            | Canal 4            |
| 2007      | Piso 8               | Néstor                     | Canal 10           |
| 2010-2011 | Porque te quiero así | Silvio                     | Canal 10           |
| 2011      | Sr. y Sra. Camas     | Willy Rene van der Kerkhof | Televisión Pública |
| 2024      | Margarita            | Rinualdo                   | Max                |
| Año            | Título                     | Rol                    | Canal     |
| -------------- | -------------------------- | ---------------------- | --------- |
| Década de 1990 | Videomatch                 | Humorista              | Telefe    |
| 2003           | De igual a igual           | Charly Carneiro        | Canal 4   |
| 2005           | Sólo cuando me río         |                        | TV Ciudad |
| 2006           | Grandes ligas              | Co-conductor           | Canal 10  |
| 2006-2008      | Sólo para reír             | Elenco fijo            | Canal 10  |
| 2007           | Pan y circo                | René Ombudsam          | Canal 10  |
| 2009           | ¡Cuidado!, loco suelto     | Conductor              | Canal 10  |
| 2013           | Bendita TV                 | Conductor de reemplazo | Canal 10  |
| 2012-2016      | Santo y seña               | Abeijón                | Canal 4   |
| 2021-2022      | Los 8 escalones            | Conductor              | Canal 4   |
| 2022-presente  | ¡Ahora Caigo! Uruguay      | Conductor              | Canal 4   |
| 2024-presente  | ¡Ahora Caigo! Kids Uruguay | Conductor              | Canal 4   |

### Radio
- 2001: Aroldo Flor, en el programa El antídoto, de radio X FM 100.3. (**)

- 2005-2016: Actor con más de 20 personajes en el programa Las cosas en su sitio, de radio Sarandí. (**)

- 2008-2016: JJ Irusta, en el programa Último al arco, de radio Sport 890. (**)
- 2019-presente: Feliz día Radiocero 104.3

(**) También participa como guionista.

### Columnas en medios gráficos
2012 y 2014 Columna como Invitado en Sitio Dove
- 2009-2010: página en Freeway, revista mensual.
- 2008: página en Freeway, especial Verano (único número).
- 2006: columna de humor de Víctor Hurtado, en semanario Tiempo Uruguayo.

## Premios
- 1994: Mejor Actor del Encuentro de Teatro Joven (jurado: Jorge Esmoris, María Dodera y Fernando Toja).
- 1996: Mejor Actor del Encuentro de Teatro Joven (jurado: Mariana Percovich, Sergio Blanco y Rocío Villamil).
- 2002: Florencio al Mejor Espectáculo (otorgado por el público) para la obra La sangre, de Sergi Belbel (dirección: Álvaro Ahunchain), en la que participa como actor.
- 2005: Mejor Actor en el Festival Internacional de Cortometrajes para Cine (La Pedrera).
- 2007: Iris entregado por el semanario de espectáculos Sábado Show, del diario El País, con motivo de sus actuaciones en TV y la edición de su DVD.
- 2009: Iris al Mejor Programa Periodístico de Radio a Las cosas en su sitio (radio Sarandí), donde participa.
- 2010: Iris a la Mejor Ficción de TV para el programa Porque te quiero así, donde participa.
- 2012: Iris por su Labor Humorística, en el programa de TV Santo y seña.